# شاهین دینیف
شاهین دینیف (ترکی آذربایجانی: Şahin Xudakərim oğlu Diniyev؛ زادهٔ ۱۲ ژوئیهٔ ۱۹۶۶) بازیکن فوتبال اهل جمهوری آذربایجان است.
از باشگاه‌هایی که در آن بازی کرده‌است می‌توان به باشگاه فوتبال احمد گروزنی، باشگاه فوتبال کپز، باشگاه فوتبال زیمبرو کیشیناو، باشگاه فوتبال نفتچی باکو، و باشگاه فوتبال باکو اشاره کرد.
وی همچنین در تیم ملی فوتبال جمهوری آذربایجان بازی کرده‌است.